# Бомбардировочная авиационная дивизия
Бомбардировочная авиационная дивизия (бад) — основное оперативно-тактическое формирование (соединение) бомбардировочной авиации Военно-воздушных сил, состоящее из управления (штаба), частей и подразделений.
На вооружении бомбардировочной авиационной дивизии стоят самолёты-бомбардировщики.

Знак бомбардировочной авиационной дивизии на оперативно-тактическую карту

## Назначение дивизии
Бомбардировочная авиационная дивизия предназначена для нанесения ударов с воздуха по наземным (морским) целям в тактической, оперативной и стратегической глубине обороны противника, а также для решения других боевых задач во взаимодействии с соединениями других родов ВВС, сухопутными войсками и Военно-морским флотом или самостоятельно.
Дивизия выполняет боевые задачи в зависимости от вида Вооруженных сил, к которому она принадлежит, во взаимодействии с соединениями и частями других видов и родов войск.

## Виды бомбардировочных авиационных дивизий

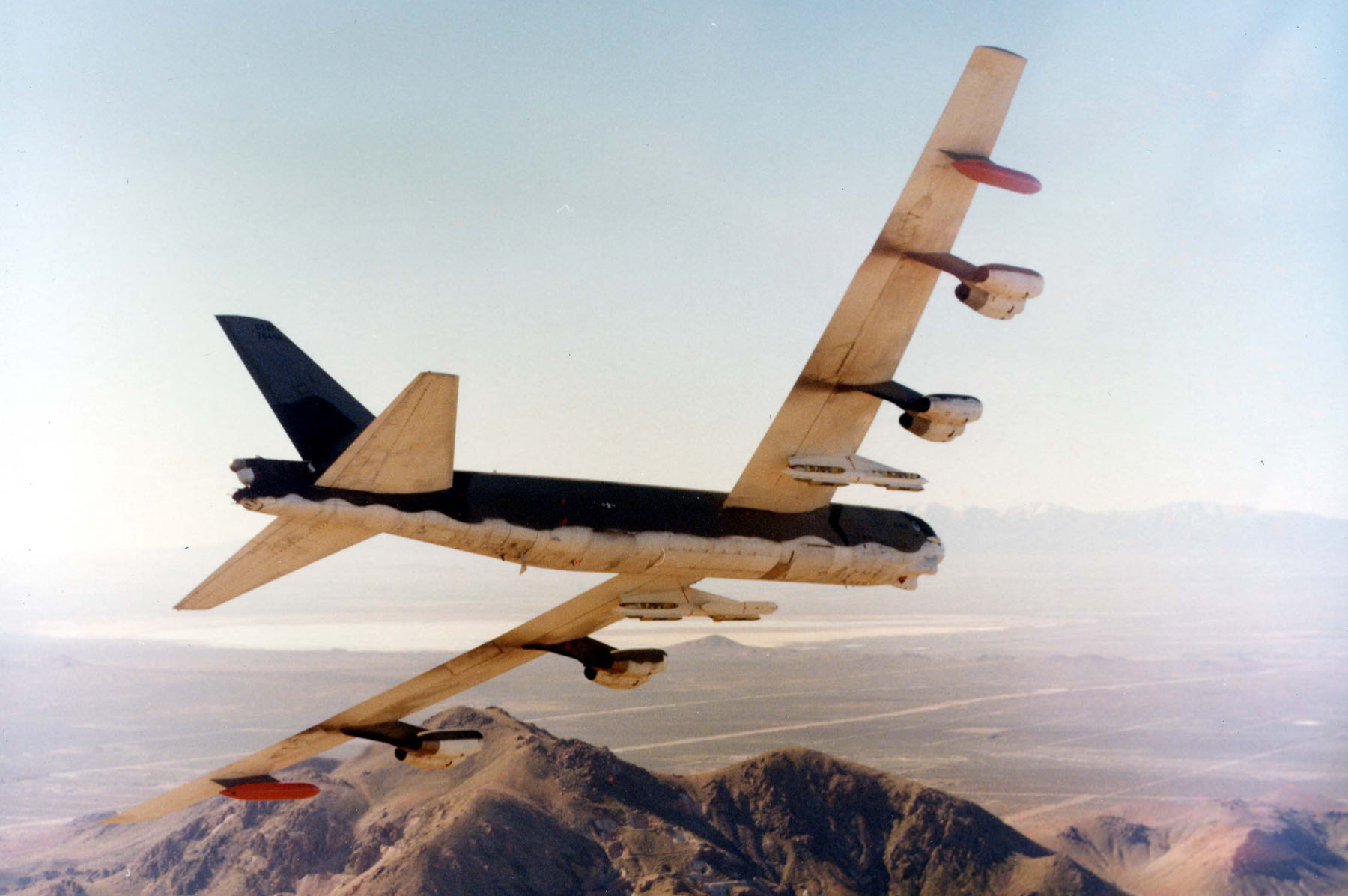
Самолетами Boeing B-52 Stratofortress были вооружены бомбардировочные авиационные дивизии ВВС США во время холодной войны

В зависимости от выполняемых задач, вида Вооруженных сил, времени суток или способа при выполнении боевых задач и авиационной техники, состоящей на вооружении, бомбардировочные авиационные дивизии могут быть:
- бомбардировочные авиационные дивизии;
- бомбардировочные авиационные дивизии дальнего действия[2];
- ближне-бомбардировочные авиационные дивизии[2];
- дальнебомбардировочные авиационные дивизии[2];
- ночные бомбардировочные авиационные дивизии[2];
- ночные тяжело-бомбардировочные авиационные дивизии[2];
- ночные легко-бомбардировочные авиационные дивизии[2];
- ночные ближне-бомбардировочные авиационные дивизии[2];
- морские ракетоносные авиационные дивизии;
- минно-торпедные авиационные дивизии;
- тяжёлые бомбардировочные авиационные дивизии[2];
- дивизии авиационной поддержки (ВВС ФРГ)[1].

## Состав дивизии
В Вооруженных силах различных государств бомбардировочная авиационная дивизия может иметь в своем составе от 2-х до 5-ти бомбардировочных авиационных полков (крыльев, эскадр) одного рода авиации, а также части и подразделения обеспечения и обслуживания.

### ВВС США
В ВВС США бомбардировочная авиационная дивизия состоит из 3-х авиационных крыльев и подразделений материального обеспечения и входят в состав Воздушных армий или непосредственно в Стратегическое авиационное командование или Боевое авиационное командование. Тяжёлая бомбардировочная авиационная дивизия, входившая в САК ВВС США, насчитывала 45 — 60 самолётов-бомбардировщиков и 45 — 60 самолетов-заправщиков. Численность личного состава составляла до 8 000 человек.
В связи с окончанием холодной войны в 1992 году Стратегическое авиационное командование ВВС США было распущено и преобразовано в Боевое авиационное командование. Вся бомбардировочная авиация ВВС США сведена в эскадры прямого подчинения воздушным армиям.

### ВВС СССР
В ВВС СССР (с 1918 по 1924 год — Рабоче-крестьянский Красный воздушный флот, с 1924 по 1946 год — Военно-воздушные силы РККА; с 1946 по 1991 год — Военно-воздушные силы ВС СССР) бомбардировочные авиационные дивизии начали формироваться с 1938 года. В годы Великой Отечественной войны бомбардировочные авиационные дивизии состояли, как правило, из 3-х бомбардировочных авиационных полков и насчитывали до 98 самолётов.
В СССР бомбардировочные авиационные дивизии существовали в двух видах Вооруженных сил СССР: в ВВС и ВМФ. В ВМФ к наименованию дивизии добавлялось наименование вида ВС СССР или наименование флота: бомбардировочная авиационная дивизия ВВС ВМФ или бомбардировочная авиационная дивизия ВВС Балтийского флота. В ВВС дивизия именовалась просто бомбардировочная авиационная дивизия.
В ходе войны в действующей армии действовало 71 бад ВВС, из них 2 бад ВМФ, 20 дивизий дальней бомбардировочной авиации и 3 минно-торпедных дивизии. Они сыграли ключевую роль в завоевании господства в воздухе (1943), что позволило сухопутным войскам во втором и третьем периоде войны успешно вести боевые действия по разгрому крупных группировок противника.
В мае 1942 г. была проведена реорганизация частей и соединений фронтовой авиации. Авиационные части и соединения были выделены из общевойсковых армий, а различные по своему составу и назначению авиационные группы расформированы. Вся авиация фронта была сведена в крупные объединения — воздушные армии. Одновременно с формированием воздушных армий были созданы однородные бомбардировочные дивизии трехполкового состава. Сформированные таким образом дивизии были предназначены для успешного решения различных тактических и оперативных задач и в течение длительного срока могли сохранять боеспособность. Такая организационная структура бомбардировочной авиационной дивизии оказалась жизнеспособной и сохранилась до конца Великой Отечественной войны.

#### Список бомбардировочных авиационных дивизий ВВС СССР
| - 1-я гвардейская бомбардировочная авиационная дивизия - 2-я гвардейская ночная бомбардировочная авиационная дивизия - 2-я гвардейская бомбардировочная авиационная дивизия - 3-я гвардейская бомбардировочная авиационная дивизия - 4-я гвардейская бомбардировочная авиационная дивизия - 5-я гвардейская бомбардировочная авиационная дивизия - 6-я гвардейская бомбардировочная авиационная дивизия - 7-я гвардейская бомбардировочная авиационная дивизия - 8-я гвардейская бомбардировочная авиационная дивизия - 9-я гвардейская бомбардировочная авиационная дивизия - 11-я гвардейская бомбардировочная авиационная дивизия - 13-я гвардейская бомбардировочная авиационная дивизия - 14-я гвардейская бомбардировочная авиационная дивизия - 15-я гвардейская бомбардировочная авиационная дивизия - 16-я гвардейская бомбардировочная авиационная дивизия - 18-я гвардейская бомбардировочная авиационная дивизия - 22-я гвардейская тяжёлая бомбардировочная авиационная дивизия |

| - 1-я бомбардировочная авиационная дивизия - 1 нтбад - 1-я школьная бомбардировочная авиационная дивизия - 10-я авиационная дивизия пикирующих бомбардировщиков ВВС ВМФ - 12-я бомбардировочная авиационная дивизия (1-го формирования) - 13-я бомбардировочная авиационная дивизия - 13-я авиационная дивизия пикирующих бомбардировщиков ВВС ВМФ - 26-я бомбардировочная авиационная дивизия - 30-я бомбардировочная авиационная дивизия - 33-я бомбардировочная авиационная дивизия - 34-я бомбардировочная авиационная дивизия - 35-я дальне-бомбардировочная авиационная дивизия - 36-я бомбардировочная авиационная дивизия - 40-я дальне-бомбардировочная авиационная дивизия - 41-я авиационная дивизия - 42-я дальнебомбардировочная авиационная дивизия - 45-я тяжёлая бомбардировочная авиационная дивизия - 48-я дальнебомбардировочная авиационная дивизия - 48-я бомбардировочная авиационная дивизия - 50-я дальнебомбардировочная авиационная дивизия - 50-я бомбардировочная авиационная дивизия - 51-я дальне-бомбардировочная авиационная дивизия - 52-я дальне-бомбардировочная авиационная дивизия - 53-я бомбардировочная авиационная дивизия - 53-я дальнебомбардировочная авиационная дивизия (ДВФ) - 54-я бомбардировочная авиационная дивизия - 62-я авиационная дивизия - 83-я бомбардировочная авиационная дивизия - 113-я бомбардировочная авиационная дивизия - 132-я бомбардировочная авиационная дивизия - 133-я авиационная дивизия - 134-я бомбардировочная авиационная дивизия - 179-я бомбардировочная авиационная дивизия - 183-я бомбардировочная авиационная дивизия - 188-я бомбардировочная авиационная дивизия - 202-я бомбардировочная авиационная дивизия - 204-я бомбардировочная авиационная дивизия - 208-я ночная ближне-бомбардировочная авиационная дивизия - 211-я ближне-бомбардировочная авиационная дивизия - 211-я ночная бомбардировочная авиационная дивизия - 213-я ночная бомбардировочная авиационная дивизия - 218-я ночная бомбардировочная авиационная дивизия - 219-я бомбардировочная авиационная дивизия - 221-я бомбардировочная авиационная дивизия - 222-я дальне-бомбардировочная авиационная дивизия - 223-я ближне-бомбардировочная авиационная дивизия - 241-я бомбардировочная авиационная дивизия - 242-я ночная бомбардировочная авиационная дивизия - 244-я бомбардировочная авиационная дивизия - 247-я бомбардировочная авиационная дивизия - 260-я бомбардировочная авиационная дивизия - 262-я ночная бомбардировочная авиационная дивизия - 263-я бомбардировочная авиационная дивизия - 270-я бомбардировочная авиационная дивизия - 271-я ночная бомбардировочная авиационная дивизия - 272-я ночная бомбардировочная авиационная дивизия - 276-я бомбардировочная авиационная дивизия - 280-я бомбардировочная авиационная дивизия - 284-я ночная бомбардировочная авиационная дивизия - 285-я бомбардировочная авиационная дивизия - 293-я бомбардировочная авиационная дивизия - 301-я бомбардировочная авиационная дивизия - 304-я бомбардировочная авиационная дивизия - 312-я ночная легко-бомбардировочная авиационная дивизия - 313-я ночная ближне-бомбардировочная авиационная дивизия - 314-я ночная бомбардировочная авиационная дивизия - 321-я бомбардировочная авиационная дивизия - 325-я ночная бомбардировочная авиационная дивизия - 326-я ночная бомбардировочная авиационная дивизия - 327-я бомбардировочная авиационная дивизия - 334-я бомбардировочная авиационная дивизия |

#### Список бомбардировочных авиационных дивизий авиации дальнего действия ВВС СССР
| - 1-я гвардейская авиационная дивизия дальнего действия - 2-я гвардейская бомбардировочная авиационная дивизия - 3-я гвардейская авиационная дивизия дальнего действия - 4-я гвардейская авиационная дивизия дальнего действия - 5-я гвардейская авиационная дивизия дальнего действия - 6-я гвардейская авиационная дивизия дальнего действия - 7-я гвардейская авиационная дивизия дальнего действия - 8-я гвардейская авиационная дивизия дальнего действия - 9-я гвардейская авиационная дивизия дальнего действия |

| - 1-я авиационная дивизия дальнего действия - 3-я авиационная дивизия дальнего действия - 12-я авиационная дивизия дальнего действия - 17-я авиационная дивизия дальнего действия - 18-я авиационная дивизия - 22-я авиационная дивизия - 23-я тяжёлая бомбардировочная авиационная дивизия - 24-я авиационная дивизия дальнего действия - 26-я бомбардировочная авиационная дивизия - 36-я авиационная дивизия дальнего действия - 45-я авиационная дивизия дальнего действия - 48-я авиационная дивизия дальнего действия - 50-я авиационная дивизия дальнего действия - 53-я авиационная дивизия дальнего действия - 54-я авиационная дивизия дальнего действия - 62-я авиационная дивизия дальнего действия - 81-я дальняя бомбардировочная авиационная дивизия - 113-я авиационная дивизия дальнего действия - 222-я авиационная дивизия дальнего действия |

#### Список бомбардировочных авиационных дивизий авиации ВМФ СССР
| - 2-я гвардейская минно-торпедная авиационная дивизия ВВС ВМФ |

| - 2-я минно-торпедная авиационная дивизия ВВС ВМФ - 5-я минно-торпедная авиационная дивизия ВВС ВМФ - 8-я минно-торпедная авиационная дивизия ВВС ВМФ |